# Магер Канзарі
Магер Канзарі (араб. ماهر الكنزاري, нар. 17 березня 1973, Туніс) — туніський футболіст, що грав на позиції захисника. По завершенні ігрової кар'єри — тренер.
Виступав, зокрема, за клуби «Стад Тунізьєн» та «Есперанс», а також національну збірну Тунісу.

## Клубна кар'єра
У дорослому футболі дебютував 1990 року виступами за команду клубу «Стад Тунізьєн», в якій провів сім сезонів. 
Своєю грою за цю команду привернув увагу представників тренерського штабу клубу «Есперанс», до складу якого приєднався 1997 року. Відіграв за команду зі столиці Тунісу наступні чотири сезони своєї ігрової кар'єри.
Згодом з 2001 по 2002 рік грав у складі команд клубів «Аль-Аглі» та «Ан-Наср» (Дубай).
Завершив професійну ігрову кар'єру у клубі «Дубай», за команду якого виступав протягом 2002—2003 років.

## Виступи за збірну
У 1998 році дебютував в офіційних матчах у складі національної збірної Тунісу. Протягом кар'єри у національній команді, яка тривала 5 років, провів у формі головної команди країни 31 матч, забивши 7 голів.
У складі збірної був учасником Кубка африканських націй 2000 року у Гані та Нігерії.

## Кар'єра тренера
Розпочав тренерську кар'єру невдовзі по завершенні кар'єри гравця, 2006 року, очоливши тренерський штаб юнацької збірної Тунісу.
У 2010 році став головним тренером команди «Есперанс», тренував команду зі столиці Тунісу один рік.
Згодом протягом 2013 року очолював тренерський штаб клубу «Есперанс».
Протягом тренерської кар'єри також очолював команди клубів «Бізертен», «Аль-Сайлія», «Аль-Вакра», «Стад Тунізьєн» та «Стад Габезьєн», а також входив до тренерських штабів клубів «Есперанс» та Туніс.
Наразі останнім місцем тренерської роботи був клуб «Охуд», головним тренером команди якого Магер Канзарі був протягом 2018 року.